# مایعات بدن

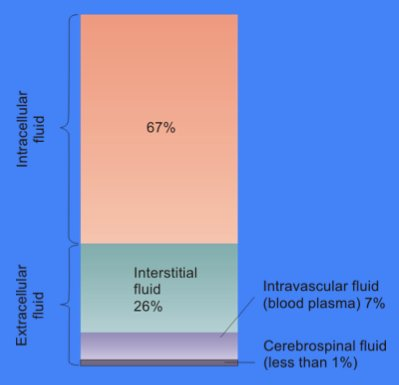
محفظه مایع درون‌سلولی و برون‌سلولی. محفظه مایع برون‌سلولی بیشتر به دو بخش مایع بینابینی و مایع داخل عروقی تقسیم می‌شود.

مایعات بدن، مایعات موجود در بدن یک ارگانیسم هستند. در مردان بالغ سالم و لاغر، کل آب بدن حدود ۶۰٪ (۶۰–۶۷٪) از کل وزن بدن است؛ این مقدار معمولاً در زنان کمی کمتر است (۵۲٪–۵۵٪). درصد دقیق مایعات نسبت به وزن بدن به‌طور معکوس نسبت به درصد چربی بدن است. به عنوان مثال، یک مرد لاغر ۷۰ کیلوگرمی (۱۵۰ پوند) حدود ۴۲ (۴۲–۴۷) لیتر آب در بدن خود دارد.
کل آب بدن به محفظه‌های مایعی تقسیم‌بندی می‌شود، که بین محفظه مایع درون‌سلولی (که به آن فضای درون سلولی نیز گفته می‌شود) و محفظه مایع برون‌سلولی در یک نسبت دو به یک تقسیم می‌شود: ۲۸ (۲۸–۳۲) لیتر درون سلول‌ها و ۱۴ (۱۴–۱۵) لیتر بیرون سلول‌ها است.
محفظه مایع برون‌سلولی به حجم مایع بین بافتی – مایع خارج از هر دو سلول و رگ‌های خونی – و حجم مایع درون‌رگی (که به آن حجم وریدی و حجم پلاسمای خون نیز گفته می‌شود) تقسیم می‌شود. این تقسیم‌بندی به نسبت سه به یک است: حجم مایع بین بافتی حدود ۱۲ لیتر است و حجم رگی حدود ۴ لیتر می‌باشد.
محفظه مایع بین بافتی به محفظه مایع لنفاوی – حدود ۲٫۳ یا ۸ (۶–۱۰) لیتر – و محفظه مایع ترانس‌سلولی (یک سوم باقی‌مانده، یا حدود ۴ لیتر) تقسیم می‌شود.
حجم رگی به حجم سیاهرگی و حجم سرخرگی تقسیم می‌شود؛ و حجم سرخرگی دارای یک زیرمحفظه مفهومی مفید اما غیرقابل اندازه‌گیری به نام حجم خون سرخرگی مؤثر است.

## مایعات برون‌سلولی
به مجموعه تمام مایعات بیرون از سلول‌ها، مایعات برون‌سلولی می‌گویند. مجموع این مایعات حدود ۲۰ درصد از وزن بدن را تشکیل می‌دهد. دو بخش عمدهٔ مایع خارج سلولی عبارتند از مایع میان بافتی که حدود سه چهارم مایع خارج سلولی را تشکیل می‌دهد و پلاسما که حدود یک چهارم مایع خارج سلولی را تشکیل می‌دهد. پلاسما همان قسمت غیر سلولی خون است که همواره از طریق منافذ غشای مویرگ‌ها با مایع میان بافتی در ارتباط می‌باشد. نفوذپذیری این منافذ تقریباً نسبت به تمام مواد محلول در مایع خارج سلولی به جز پروتئین‌ها زیاد است؛ بنابراین مایعات خارج سلولی پیوسته در حال اختلاط هستند به طوری که ترکیب پلاسما و مایعات میان بافتی تقریباً یکسان است جز پروتئین‌ها که غلظت آنها در پلاسما بیشتر است.

## مایعات درون‌سلولی (ISF)
حدود ۲۸ لیتر از ۴۲ لیتر مایع بدن درون ۱۰۰ تریلیون سلول آن قرار دارد و به کل آن مایعات درون‌سلولی می‌گویند؛ لذا مایع داخل سلولی حدود ۴۰ درصد از وزن بدن یک مرد متوسط را تشکیل می‌دهد. ترکیب اجزای مختلف درون هر سلول مخصوص همان سلول است اما غلظت این مواد در سلول‌های مختلف شبیه هم است. مایع داخل سلولی به وسیلهٔ غشای سلولی از مایع خارج سلولی جدا شده‌است. این غشا نسبت به آب بسیار نفوذپذیر و نسبت به اکثر الکترولیت‌های بدن نفوذ ناپذیر است. مایع داخل سلولی برخلاف مایع خارج سلولی حاوی تنها مقدار کمی یون سدیم و کلر است و تقریباً فاقد یون کلسیم می‌باشد. در عوض این مایع حاوی مقادیر زیادی یون پتاسیم و فسفات به همراه مقادیر متوسط یونهای منیزیم و سولفات است که غلظت تمام آنها در مایع خارج سلولی کم است. ضمناً سلول‌ها حاوی مقادیر زیادی پروتئین هستند یعنی تقریباً ۴ برابر پروتئین پلاسما.

## اختلالات بالینی تنظیم حجم مایعات
غالباً غلظت سدیم پلاسما اولین سنجشی است که پزشک می‌تواند به آسانی برای ارزیابی وضعیت مایعات بیمار انجام دهد. معمولاً اسمولاریته پلاسما را اندازه‌گیری نمی‌کنند اما باتوجه به این که سدیم و آنیون‌های همراه آن (عمدتاً کلر) بیش از ۹۰ درصد از مواد حل شدنی مایع خارج سلولی را تشکیل می‌دهند، در بسیاری از شرایط می‌توان غلظت سدیم پلاسما را معرف قابل قبولی از اسمولاریتهٔ پلاسما در نظر گرفت. اگر غلظت سدیم پلاسما کمتر از حد طبیعی (کمتر از حدود 142 mEq/lit) باشد می‌گویند فرد دچار هیپوناترمی است. همچنین اگر غلظت سدیم پلاسما به بیشتر از حد طبیعی برسد فرد دچار هایپرناترمی است.